# Estadio Bicentenario de La Florida
L'Estadio Bicentenario de La Florida est un stade de football situé à Santiago, au Chili. Il est inauguré en 1986.
L'Audax Italiano y joue ses matchs à domicile.

## Événements
- Coupe du monde féminine des moins de 20 ans 2008